# Ружани (метеорит)
Ружа́нский метеорит (метеорит Ружани) — метеорит, який упав на  територію Білорусі 7 січня 1894 року. Виявлено у 2013 році. Належить до хондритів.